# Charlie Daniels (musiker)
Charlie Daniels, född 28 oktober 1936 i Wilmington, North Carolina, död 6 juli 2020 i Nashville, Tennessee, var en amerikansk sångare, låtskrivare och multinstrumentalist inom southern rock, countrymusik och bluegrass. Han ledde gruppen The Charlie Daniels Band. Daniels började sin bana som studiomusiker på 1960-talet och fick sin första amerikanska hitlåt 1973 med "Uneasy Rider". Han blev senare även känd för låtarna "The Devil Went Down to Georgia" (1979) och "In America" (1980), en patriotisk låt skriven efter Gisslankrisen i Iran.